# 윌리엄 월러

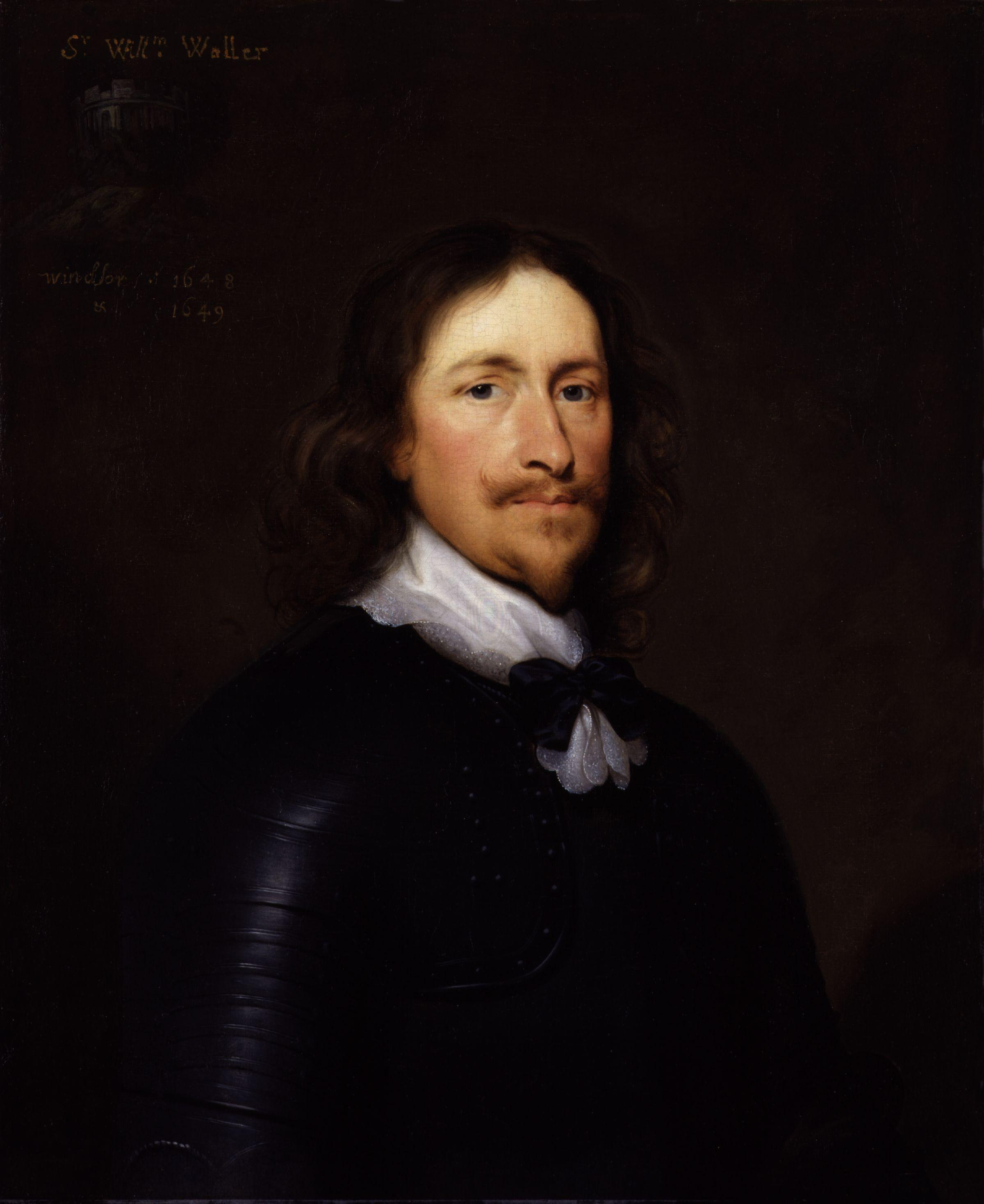

윌리엄 월러 경(Sir William Waller JP, 1598년경 – 1668년 9월 19일)은 영국 군인이자 정치가로, 제1차 영국 남북 전쟁 동안 원두당을 지휘했다. 1640년 장기의회의 앤도버 하원의원으로 선출된 월러는 1645년 극기 조례에 따라 군대 직위를 포기했다. 비록 신앙심이 깊고 독실한 청교도였음에도 불구하고 그는 온건한 장로교 분파에 속해 있었으며 신모범군(New Model Army)의 개입에 반대했다. 1646년 이후 정치에서. 그 결과, 그는 1647년 7월 군대에서 제외된 11명의 의원 중 한 명이었다. 1648년 12월 찰스 1세 재판 지지를 거부한 이유로 프라이드 숙청이 이루어졌고, 이후 1649년 1월 처형되었다.
1660년 스튜어트 왕정복고를 앞두고 영국의 공위시대 동안 여러 차례 체포된 그는 의회 의원으로 선출되었다. 정치가 해산되자 은퇴했고, 1668년 9월 오스터리 공원에 있는 자신의 집에서 사망했다. 월러는 삼왕국 전쟁에 참전하기를 꺼려했던 많은 사람 중 한 명이었지만 깊이 뿌리내린 종교적, 정치적 원칙에 따라 복무했다. 1643년에 그의 절친한 친구이자 왕당파의 반대자인 랠프 홉턴 경에게 쓴 편지에서 가장 잘 기억된다.
내 마음을 감찰하시는 그 위대하신 하나님께서는 내가 이 봉사에 얼마나 슬픈 마음으로 참여하고 있는지, 그리고 적이 없는 이 전쟁을 얼마나 극도로 증오하는지 알고 계신다.... 우리 둘 다 무대 위에 있고 그러한 역할을 연기해야 한다. 이 비극에서 우리에게 맡겨진 일을 명예롭게, 개인적인 적개심 없이 행하자.